# 볼 그리드 배열
볼 그리드 배열(ball grid array, BGA)은 집적회로에서 사용되는 표면 실장 패키지의 한 종류이다.

## 특징

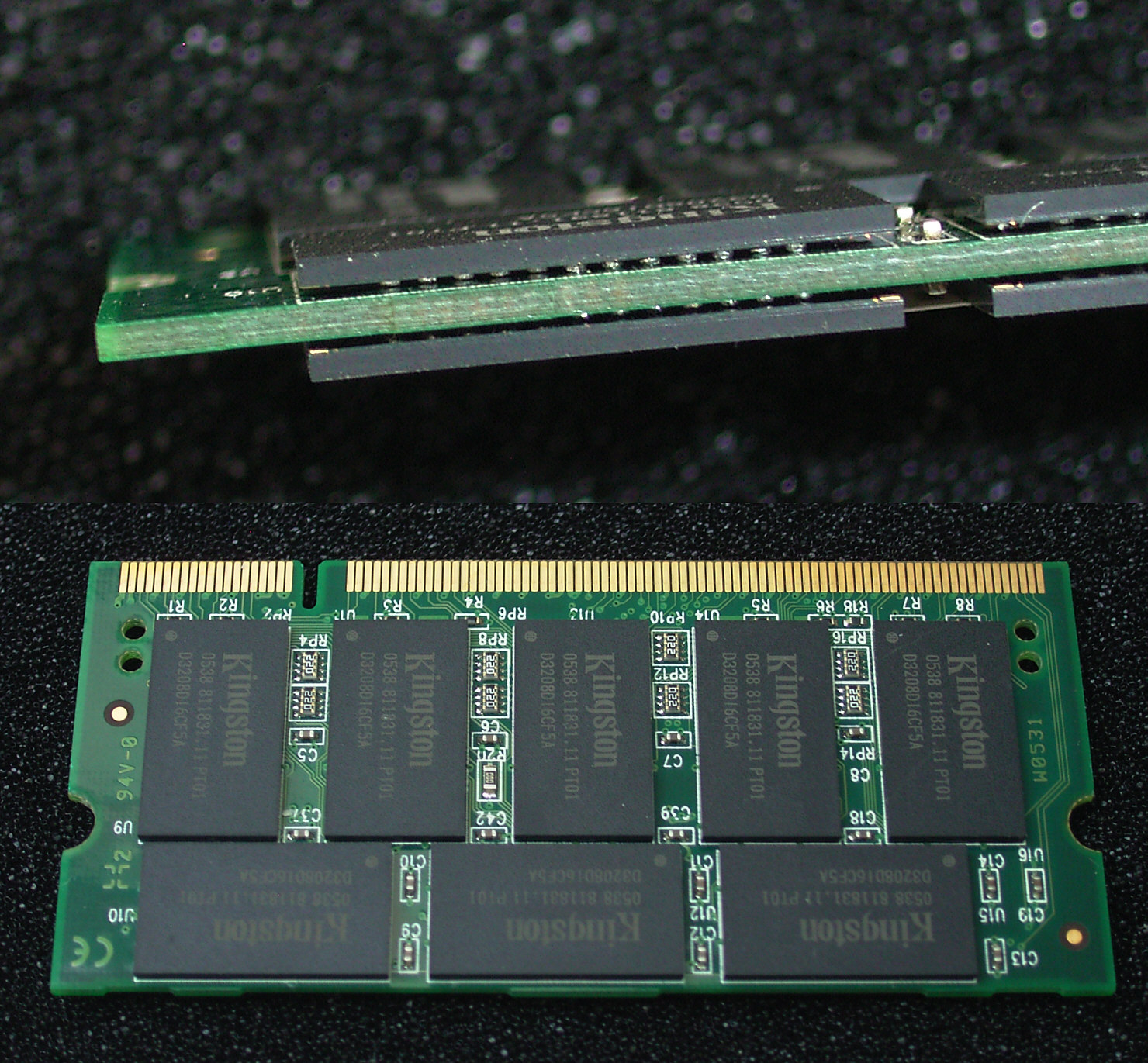
인쇄 회로 기판에 조립된 볼 그리드 배열 집적회로

볼 그리드 배열은 격자 모양으로 핀이 한 면의 일부나 전면에 붙어있는 핀 그리드 배열 (PGA)에서 유래되었다. 핀 그리드 배열의 핀은 집적회로에서 칩이 부착된 인쇄 회로 기판 (PCB)으로 전기적 신호를 전달하는 데 사용된다. 볼 그리드 배열에서, 핀은 패키지의 아래면에 붙어있는 땜납볼로 대체되었다. SMT 배치 장비는 볼 그리드 배열 소자를 땜납볼과 동일한 패턴의 구리패드가 있는 인쇄 회로 기판에 배치한다. 그리고 리플로우 오븐이나 적외선 히터에서 열을 가하면 땜납볼이 녹아서 조립된다. 표면 장력은 녹은 땜납이 적당히 분리된 거리에서 인쇄 회로 기판과 패키지를 정렬시키며, 땜납은 냉각돼서 굳어진다.

### 장점

#### 고밀도
볼 그리드 배열은 집적회로의 핀이 많을 경우에 반도체 크기가 커지는 문제를 최소화시킨 패키지 방식이다. 핀 그리드 배열과 이중 직렬 패키지 표면 실장 패키지 (SOIC)는 핀수가 많아지고, 핀간격이 세밀해져서 납땜 공정이 더 복잡하게 되었다. 실제로 근접한 패키지 핀은 땜납 풀이 서로 연결되어 회로가 단락될 위험이 있다. 볼 그리드 배열은 정확한 양의 땜납을 사용하여 패키지를 제조하기 때문에 이러한 문제가 발생하지 않는다.

#### 열전도
핀이 있는 패키지와 비교해서 볼 그리드 배열이 지닌 또 다른 장점은 인쇄 회로 기판과 패키지사이의 열전도율이 더 좋다. 이것은 집적회로 내부에서 발생된 열을 더 빨리 인쇄 회로 기판으로 방출할 수 있기 때문에 칩의 과열을 방지한다.

#### 낮은 핀인덕턴스
전기적 접촉점이 더 짧기 때문에, 고속 전자 회로에서 불필요한 신호의 왜곡을 발생시키는 인덕턴스가 감소된다. 볼 그리드 배열은 패키지와 인쇄 회로 기판의 거리가 매우 가까워서 인턱턴스가 낮기 때문에, 핀 패키지보다 전기적 성능이 우수하다.
볼 그리드 배열은 칩에 물리적인 접근을 방지할 필요가 있고 보안에 민감한 응용 제품에 주로 사용된다. 예시로, 볼 그리드 배열 패키지 롬은 이중 직렬 패키지나 TSOP 타입 롬보다 데이터를 보호할 수 있다. 볼 그리드 칩끼리 배선을 연결하는 회로는 칩에 의하여 접촉점이 가려지기 때문에 신호를 탐지할 수 있는 부분이 제한된다.

### 단점

#### 유연성

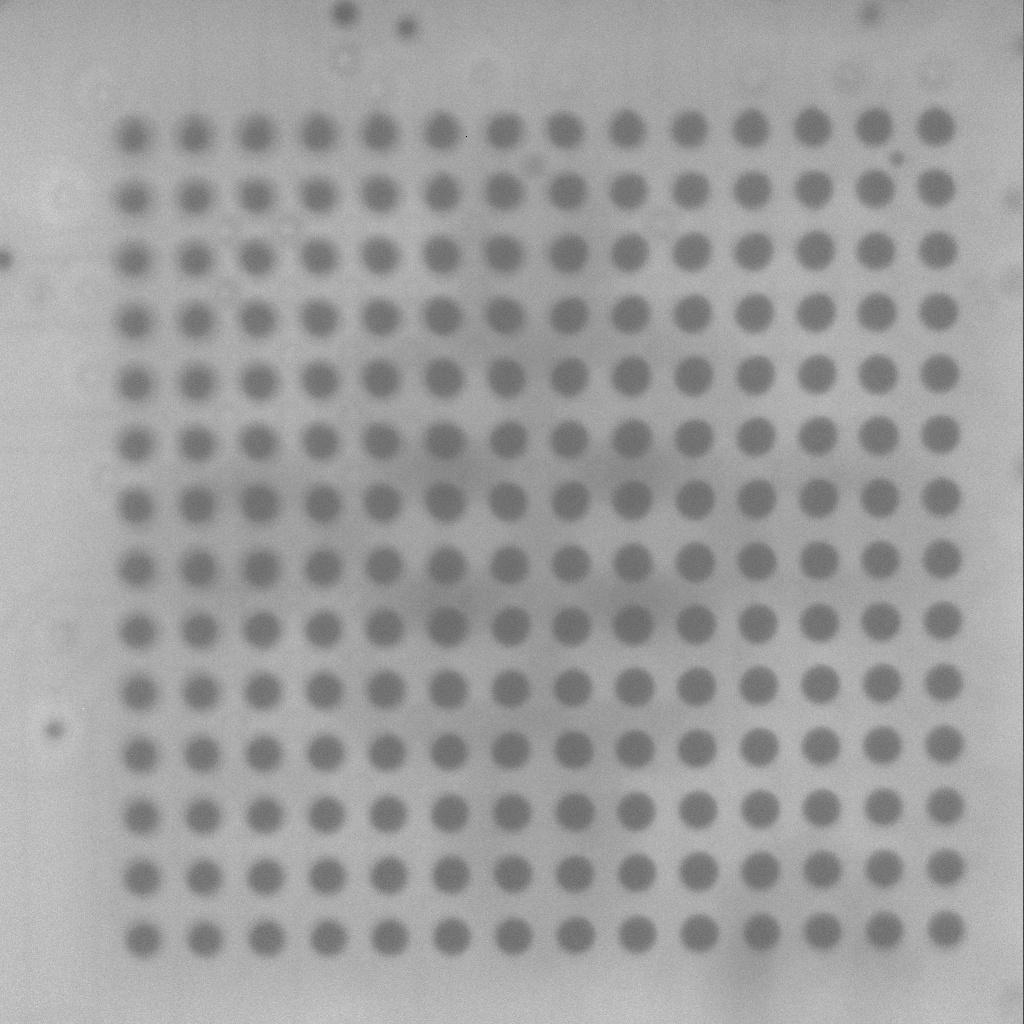
볼 그리드 배열의 X선

그러나, 볼 그리드 배열의 단점은 긴 핀이 있는 패키지보다 덜 유연하다. 인쇄 회로 기판과 볼 그리드 배열간에 열팽창 계수의 차이 (열 스트레스)나 충격 및 진동 (기계적인 스트레스)으로 인하여 휘어지는 것은 서로 연결된 땜납을 부서지게할 수 있다. 그래서 볼 그리드 배열은 우주항공과 군수와 같은 온도와 진동이 필연적인 분야에서는 사용되지 않는다. 이 문제는 인쇄 회로 기판과 볼 그리드 배열의 기계 및 온도 특성을 동일하게 맞춤으로써 극복할 수 있다. 또 다른 방법은 패키지의 상태에 따라서 볼이 물리적으로 움직일 수 있도록 "유연한 층"을 추가하는 것이다. 이 기술은 볼 그리드 배열 D-RAM 패키지에서 표준이 되었다.

#### 비싼 검사비용
볼 그리드 배열의 또 다른 단점은 한번 패키지를 인쇄 회로 기판에 부착하고 나면, 납땜 불량을 파악하는 것은 매우 어렵다는 것이다. 엑스선 장비와 특수 현미경으로 이 문제를 극복할 수 있지만, 비용이 비싸다. 만약 납땜 불량인 볼 그리드 배열을 발견했다면, 적외선 램프 (혹은 열풍기)가 장착된 기구, 열전대와 인쇄 회로 기판에서 패키지를 분리할 수 있는 진공 장치가 있는 재작업 사업장으로 옮겨질 수 있다. 납땜 불량인 볼 그리드 배열은 새로운 부품으로 교체하거나 깨끗한 땜납볼을 사용하여 재부착할 수 있다. 기성품 땜납볼은 이런 용도로 판매한다. 불량도 잦은편이다.

## 종류
- CBGA와 PBGA는 세라믹 (Ceramic)과 플라스틱 (Plastic) 물질을 패키지 기판으로 사용한다.
- 미세 볼 그리드 배열(Fine Ball Grid Array, FBGA)은 볼 그리드 배열 기술을 개선한 패키지 방식이다. 미세 볼 그리드 배열은 볼간격이 더 세밀해서 주로 시스템 온 칩 설계에 주로 사용된다.
  - 미세선 볼 그리드 배열 (FineLine BGA)은 알테라가 고안한 반도체 패키지이다.

## 같이 보기
- 이중 직렬 패키지 (DIP)
- 핀 그리드 배열 (PGA)
- 랜드 그리드 배열 (LGA)
- TQFP (Thin Quad Flat Pack)